# Oekraïne op het Eurovisiesongfestival 2013

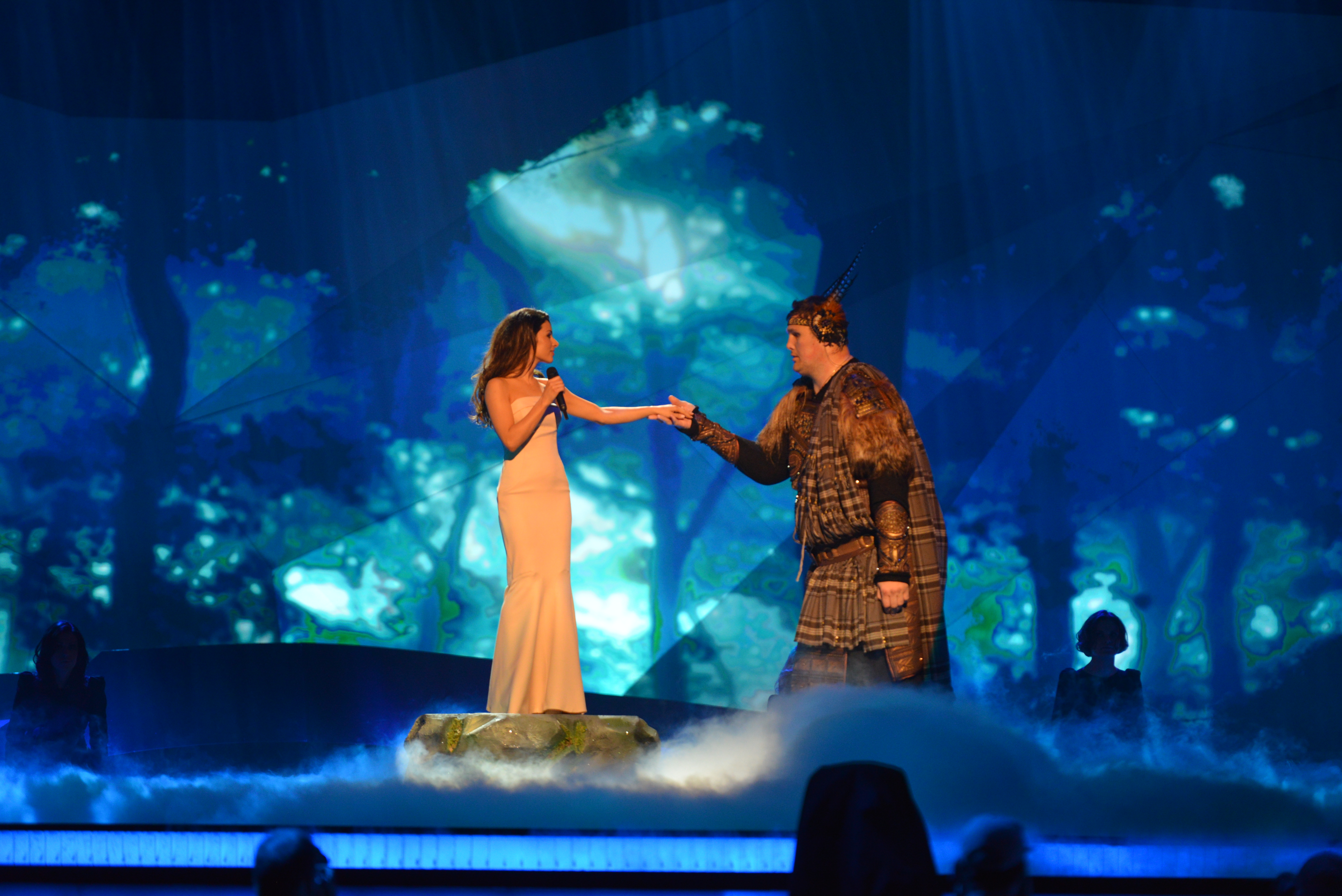
Zlata Ohnevytsj zingt Gravity tijdens een van de repetities op het Eurovisiesongfestival 2013

Oekraïne nam deel aan het Eurovisiesongfestival 2013 in Malmö, Zweden. Het was de elfde deelname van het land op het Eurovisiesongfestival. De zangeres Zlata Ohnevytsj bereikte tijdens de finale in Zweden met het lied Gravity de derde plaats.

## Selectieprocedure

### Voorbereiding
Op 28 september 2012 verklaarde de Oekraïense openbare omroep NTU te zullen deelnemen aan de volgende editie van het Eurovisiesongfestival. Net als in 2012 hield de NTU een nationale finale om de Oekraïense inzending aan te duiden. Artiesten en tekstschrijvers konden hun bijdrage naar de omroep sturen. De inschrijving zou aanvankelijk lopen tot 22 december 2012. Vervolgens zou een selectiecomité twintig finalisten kiezen, die het op 16 februari tegen elkaar zouden opnemen. In november maakte NTU echter bekend dat de nationale finale vervroegd werd naar 23 december 2012. De inschrijvingsprocedure bleef vreemd genoeg open tot 22 december, de dag voor de finale. Hierdoor moest het selectiecomité op één dag alle finalisten kiezen. NTU ontving uiteindelijk slechts 52 bijdragen.
De nationale finale vond plaats op 23 december, en werd gepresenteerd door Timoer Mirosjnytsjenko, Tetjana Vozjeva en Tetjana Goncharova. Oksana Pekun en Maxim Novitskij traden wel aan in deze nationale preselectie, maar trokken zich vreemd genoeg meteen na hun optreden terug. Zowel vakjury als televoters stonden elk in voor de helft van de punten. Bij een eventuele gelijke stand gaven de punten van de vakjury de doorslag. De vakjury bestond uit Jegor Benkendorf, Walid Arfush, Olena Mozgova, Juri Rybtjunskij en Olga Navrotska. Uiteindelijk bleek Zlata Ohnevytsj zowel bij de vakjury als bij het publiek het populairst te zijn. Zij mocht aldus Oekraïne vertegenwoordigen op het Eurovisiesongfestival 2013, en dit met het nummer Gravity.

### Evrobachennja 2013
| Plaats | Artiest                        | Lied                         | Jury | Publiek | Totaal |
| ------ | ------------------------------ | ---------------------------- | ---- | ------- | ------ |
| 1      | Zlata Ohnevytsj                | Gravity                      | 20   | 20      | 40     |
| 2      | Dasja Medova                   | Don't want to be alone       | 19   | 18      | 37     |
| 3      | Edoeard Romanjoeta             | Get real with my heart       | 14   | 19      | 33     |
| 4      | Tetjana Sjyrko                 | Feeling like a sir           | 17   | 15      | 32     |
| 5      | Maria Jaremtsjoek              | Imagine                      | 16   | 14      | 30     |
| 6      | Alina Grosu                    | Let go                       | 13   | 16      | 29     |
| 7      | Dmytro Jaremtsjoek             | Mamo                         | 11   | 17      | 28     |
| 8      | DiO.filmy                      | Medlyak                      | 18   | 9       | 27     |
| 9      | RealIvanna                     | You gave me everything       | 14   | 13      | 27     |
| 10     | Emotion                        | Saviour                      | 15   | 10      | 25     |
| 11     | Olena Korneva                  | You'll be the winner forever | 13   | 12      | 25     |
| 12     | Gvozdivchanka                  | Naleteli gusenyata           | 11   | 11      | 22     |
| 13     | Inesh                          | Delayu shag                  | 10   | 8       | 18     |
| 14     | Ana Stesia                     | Dare to change               | 9    | 7       | 16     |
| 15     | Dmytro Skalozubov              | Davno                        | 12   | 2       | 14     |
| 16     | Marietta                       | Wonder                       | 9    | 5       | 14     |
| 17     | Triniti                        | Belym po belomu              | 8    | 6       | 14     |
| 18     | Angelia                        | Love is life                 | 8    | 4       | 12     |
| 19     | Matvij Vermijenko              | Otkyvay menya                | 7    | 3       | 10     |
| 20     | Oksana Pekun & Maxim Novitskij | Zeleniy dubochok             | X    | X       | X      |

## In Malmö
Oekraïne haalde in de eerste halve finale de derde plaats, waardoor het land zich plaatste voor de finale. Ook in de finale eindigde het als derde. Oekraïne kreeg 5 keer 12 punten: van Armenië, Azerbeidzjan, Wit-Rusland, Kroatië en Moldavië. Het land eindigde 2de bij de televoting, en 6de bij de jury voting. 
2003 · 2004 · 2005 · 2006 · 2007 · 2008 · 2009 · 2010 · 2011 · 2012 · 2013 · 2014 · 2015 · 2016 · 2017 · 2018 · 2019-2020 · 2021 · 2022 · 2023 · 2024 · 2025
Albanië · Armenië · Azerbeidzjan · België · Bulgarije ·  Cyprus · Denemarken · Duitsland · Estland · Finland · Frankrijk · Georgië · Griekenland · Hongarije · Ierland · IJsland · Israël · Italië ·  Kroatië · Letland · Litouwen · Macedonië · Malta · Moldavië · Montenegro · Nederland · Noorwegen · Oekraïne · Oostenrijk · Roemenië · Rusland · San Marino · Servië · Slovenië · Spanje · Verenigd Koninkrijk · Wit-Rusland · Zweden · Zwitserland